# Michelau in Oberfranken
Michelau in Oberfranken, Michelau i.OFr. (wschodniofrank. Michlaa) – gmina w Niemczech, w kraju związkowym Bawaria, w rejencji Górna Frankonia, w regionie Oberfranken-West, w powiecie Lichtenfels. Leży ok. 3 km na północny wschód od centrum Lichtenfels, nad Menem, przy drodze B173 i linii kolejowej Norymberga – Lipsk.

## Podział administracyjny
W skład gminy wchodzą następujące części miejscowości (Ortsteile):
- Michelau
- Lettenreuth
- Neuensee
- Oberreuth
- Schwürbitz

## Polityka
Wójtem od 9 kwietnia 2006 jest Helmut Fischerz z CSU. Rada gminy składa się z 21 członków:

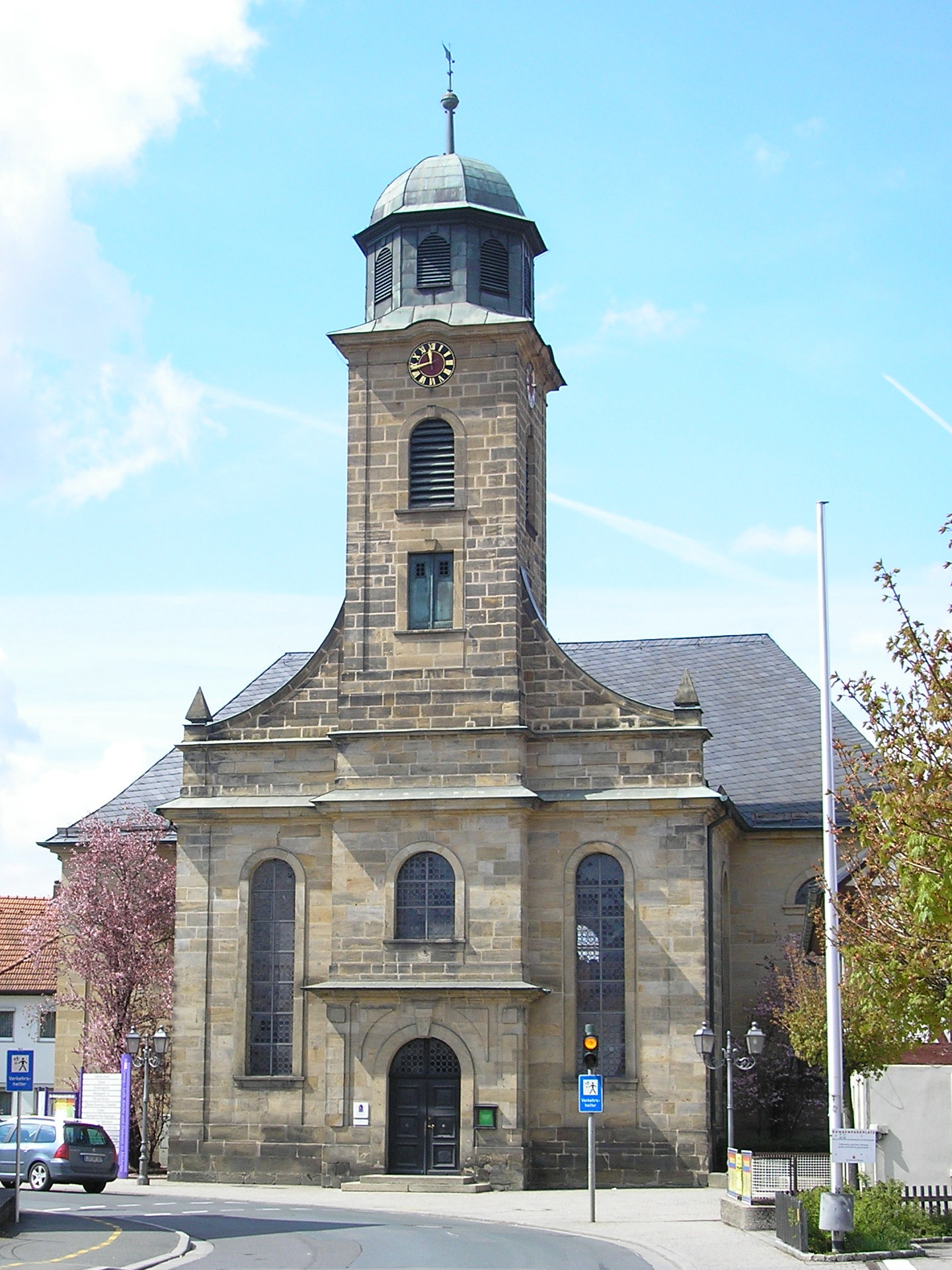
Kościół ewangelicki

|      | CSU | SPD | Wolni Wyborcy | JBU | JSB | Razem     |
| 2002 | 10  | 6   | 3             | 1   | 1   | 21 miejsc |

## Religia
- 49,35% ewangelicy
- 45,01% katolicy
- 5,64% inni

## Zabytki i atrakcje
- Niemieckie Muzeum Koszy (Deutsches Korbmuseum)